# ドリュー・ステッケンライダー
アンドリュー・ポール・ステッケンライダー（Andrew Paul Steckenrider, 1991年1月10日 - ）は、アメリカ合衆国ジョージア州アトランタ出身のプロ野球選手（投手）。右投右打。MLBのオークランド・アスレチックス傘下所属。愛称はステッカサウルス（Steckasaurus）。

## 経歴

### プロ入りとマーリンズ時代
2012年のMLBドラフト8巡目（全体257位）でマイアミ・マーリンズから指名され、プロ入り。契約後、傘下のA-級ジェームズタウン・ジャマーズでプロデビュー。10試合（先発8試合）に登板して1勝2敗、防御率3.72、38奪三振を記録した。
2013年はA級グリーンズボロ・グラスホッパーズでプレーしたが、トミー・ジョン手術を受けたため、5試合の登板に終わった。
2014年は前年の手術の影響で、ルーキー級ガルフ・コーストリーグ・マーリンズで1試合に登板したのみだった。
2015年はA級グリーンズボロとA+級ジュピター・ハンマーヘッズでプレーし、2球団合計で25試合（先発13試合）に登板して5勝6敗1セーブ、防御率3.00、78奪三振を記録した。
2016年はA+級ジュピター、AA級ジャクソンビル・サンズ、AAA級ニューオーリンズ・ゼファーズでプレーし、3球団合計で40試合に登板して1勝1敗14セーブ、防御率2.08、71奪三振を記録した。オフにはアリゾナ・フォールリーグに参加し、メサ・ソーラーソックスに所属した。11月18日にルール・ファイブ・ドラフトでの流出を防ぐために40人枠入りした。
2017年は開幕からAAA級ニューオーリンズ・ベビーケークスでプレーし、5月23日にメジャー初昇格を果たした。翌24日のオークランド・アスレチックス戦でメジャーデビュー。この年メジャーでは37試合に登板して1勝1敗1セーブ、防御率2.34、54奪三振を記録した。
2018年は71試合に登板して4勝4敗5セーブ、防御率3.90、74奪三振を記録した。
2019年は15試合に登板して0勝2敗、防御率6.28、14奪三振を記録した。
2020年は上腕三頭筋の腱を痛め、メジャー及びマイナーでの登板が無かった。オフの10月28日にFAとなった。

### マリナーズ時代
2020年12月にシアトル・マリナーズとマイナー契約を結んだ。
2021年3月31日にメジャー契約を結んで40人枠入りした。この年は62試合に登板して5勝2敗14セーブ、防御率2.00、58奪三振を記録した。
2022年は途中から不調に陥り、5月24日に傘下のAAA級タコマ・レイニアーズへ降格した。6月11日にDFAとなり、14日にマイナー契約となった（そのままAAA級タコマ所属。）。

## 投球スタイル
平均95.3mph（約153.4km/h）のフォーシームを投げる割合が約8割と、速球を中心に投げ込む。変化球ではスライダーを主に投げる。

## 詳細情報

### 年度別投手成績
| 年 度    | 球 団    | 登 板 | 先 発 | 完 投 | 完 封 | 無 四 球 | 勝 利 | 敗 戦 | セ 丨 ブ | ホ 丨 ル ド | 勝 率 | 打 者 | 投 球 回 | 被 安 打 | 被 本 塁 打 | 与 四 球 | 敬 遠 | 与 死 球 | 奪 三 振 | 暴 投 | ボ 丨 ク | 失 点 | 自 責 点 | 防 御 率 | W H I P |
| -------- | -------- | ----- | ----- | ----- | ----- | -------- | ----- | ----- | -------- | ----------- | ----- | ----- | -------- | -------- | ----------- | -------- | ----- | -------- | -------- | ----- | -------- | ----- | -------- | -------- | ------- |
| 2017     | MIA      | 37    | 0     | 0     | 0     | 0        | 1     | 1     | 1        | 10          | .500  | 151   | 34.2     | 39       | 4           | 18       | 1     | 0        | 54       | 1     | 0        | 13    | 9        | 2.34     | 1.39    |
| 2018     | MIA      | 71    | 0     | 0     | 0     | 0        | 4     | 4     | 5        | 19          | .500  | 272   | 64.2     | 55       | 7           | 27       | 5     | 2        | 74       | 0     | 0        | 29    | 28       | 3.90     | 1.27    |
| 2019     | MIA      | 15    | 0     | 0     | 0     | 0        | 0     | 2     | 0        | 3           | .000  | 58    | 14.1     | 9        | 6           | 5        | 0     | 1        | 14       | 0     | 0        | 10    | 10       | 6.28     | 0.98    |
| 2021     | SEA      | 62    | 0     | 0     | 0     | 0        | 5     | 2     | 14       | 7           | .714  | 267   | 67.2     | 52       | 5           | 17       | 2     | 4        | 58       | 0     | 0        | 16    | 15       | 2.00     | 1.02    |
| MLB：4年 | MLB：4年 | 185   | 0     | 0     | 0     | 0        | 10    | 9     | 20       | 39          | .526  | 748   | 181.1    | 146      | 22          | 67       | 8     | 7        | 200      | 1     | 0        | 68    | 62       | 3.08     | 1.17    |

- 2021年度シーズン終了時

### 年度別守備成績
| 年 度 | 球 団 | 投手（P） | 投手（P） | 投手（P） | 投手（P） | 投手（P） | 投手（P） |
| 年 度 | 球 団 | 試 合     | 刺 殺     | 補 殺     | 失 策     | 併 殺     | 守 備 率  |
| ----- | ----- | --------- | --------- | --------- | --------- | --------- | --------- |
| 2017  | MIA   | 37        | 1         | 2         | 0         | 1         | 1.000     |
| 2018  | MIA   | 71        | 3         | 3         | 0         | 0         | 1.000     |
| 2019  | MIA   | 15        | 1         | 0         | 0         | 0         | 1.000     |
| MLB   | MLB   | 123       | 5         | 5         | 0         | 1         | 1.000     |

- 2020年度シーズン終了時

### 背番号
- 71（2017年 - 2019年）
- 16（2021年 - 2022年）